# ۲۲ (عدد)
۲۲ به حروف بیست و دو یک عدد طبیعی است که بعد از ۲۱ و قبل از ۲۳ قرار دارد.

## ریاضیات
۲۲ یک عدد مرکب است و مقسوم‌علیههای آن شامل ۱، ۲ و ۱۱ است.
- ۲۲ یک عدد متقارن و عدد اسمیت است.
- حاصل تقسیم ۲۲ بر ۷ به عنوان تقریبی برای عدد گنگ پی (برابر با نسبت محیط به قطر دایره) در نظر گرفته می‌شود.

## علوم
- عدد اتمی تیتانیوم ۲۲ است.
- جمجمهٔ انسان ۲۲ استخوان دارد که شامل ۱۴ استخوان صورت و ۸ استخوان کاسه سر است.